# TVXQ
TVXQ (estilizado como TVXQ!; hangul: 동방신기; hanja: 東方神起; RR: Dongbangshinki; pinyin: TongVfangXienQi), conhecido como Tohoshinki (東方神起) no Japão, é um duo sul-coreano formado pela SM Entertainment, composto por U-Know Yunho e Max Changmin.
Originalmente um grupo de cinco integrantes que também consistia dos membros Hero Jaejoong, Micky Yoochun e Xiah Junsu, TVXQ alcançaram o estrelato imediatamente após o lançamento de seu single de estreia, "Hug" (2004). Seus quatro primeiros álbuns de estúdio como um quinteto, Tri-Angle (2004), Rising Sun (2005), "O"-Jung.Ban.Hap. (2006) e Mirotic (2008), desfrutaram de grande sucesso comercial na Coreia do Sul, com o último ganhando o prêmio de Álbum do Ano no Golden Disc Award. A faixa-título de Mirotic é considerada pelos críticos musicais internacionais como uma canção essencial do K-pop. TVXQ foi um dos primeiro grupos coreanos a liderar a onda coreana no Japão, onde eles ficaram amplamente conhecidos após o sucesso de seu quarto álbum japonês The Secret Code (2009).
No entanto, apesar de seu sucesso comercial, a banda entrou em turbulências legais e conflitos internos quando os membros Jaejoong, Yoochun e Junsu tentaram se separar de sua agência coreana SM Entertainment. Antes da saída do trio em 2010, TVXQ lançou seu último álbum japonês como um quinteto, Best Selection 2010, que tornou-se o primeiro álbum do grupo a alcançar o topo da tabela de álbuns da Oricon. O álbum gerou dois singles de muito sucesso, dentre eles "Share the World" (2009), música tema de One Piece.
Após um ano de hiato, TVXQ retornou como um duo com seu quinto álbum coreano Keep Your Head Down (2011), que atingiu o topo das tabelas dos principais mercados asiáticos. Seus dois primeiro álbuns japoneses como duo, Tone (2011) e Time (2013), solidificaram seu sucesso no Japão e integrou a reputação de TVXQ como um dos maiores artistas de turnê do país. Seu décimo álbum japonês XV (2019) fez do grupo o primeiro ato musical estrangeiro a conquistar seis álbuns número um consecutivos no Japão.
Vendendo mais de dez milhões de discos físicos em seus primeiros dez anos de carreira, TVXQ é um dos atos musicais asiáticos mais bem sucedidos de sua geração. Eles são muitas vezes referidos como "Estrelas da Ásia" e "Reis do K-pop" devido seu grandioso sucesso e contribuições à onda coreana. De acordo com a Oricon, TVXQ possui a maior quantidade de canções e álbuns número um por um artista estrangeiro no Japão, bem como configuram-se como o ato musical estrangeiro mais vendido da história do país. Sua turnê The Time Tour, uma das turnês mais rentáveis de 2013, manteve o recorde de público por artistas estrangeiros no Japão até 2017, quando o grupo quebrou seu o próprio recorde com a Begin Again Tour. TVXQ foram os primeiros artistas asiático não-japoneses a realizar uma turnê nacional em estádios e os primeiross a se apresentarem no Nissan Stadium. Billboard descreveu-os como "Realeza do K-pop".

## História

### A estreia do TVXQ (2003-2005)
Antes do seu debut, o grupo foi oferecido três nomes tentativos: O Jang Yukbu (오장육부 lit. Os Cinco Visceras), Jeonseoleul Meokgo Saneun Gorae (전설을 먹고 사는 고래 lit. Uma Baleia Que Come Lendas), e Dong Bang Bul Pae (동방불패, O título coreano do Leste Invencível). Eles decidiram Dong Bang Bul Pae; contudo o nome foi rejeitado porque o Hanja não foi esteticamente agradável, e o nome foi mudado para Dong Bang Shin Gi, que foi sugerido pelo conhecimento de Lee Soo Man.
Após uma formação intensiva que durou três anos pela gravadora e produtora SM Entertainment (que é também agência de grandes estrelas como a cantora BoA, H.O.T., Fly to the Sky, Shinhwa, S.E.S, entre outros), eles tiveram a oportunidade de se unirem mais e atender ao que a SM Entertainment determinava para eles: um bom grupo de garotos cantores da gravadora. Em 26 de dezembro, eles fizeram sua primeira aparição ao final de um especial da cantora coreana BoA junto à cantora americana Britney Spears, no canal coreano SBS ("BoA & Britney Special") onde cantaram "Oh Holy Night" com BoA, seguida de "Hug".
"Hug" foi o primeiro sucesso do TVXQ, vendendo mais de 600.000 exemplares. Após seu lançamento com "Hug", eles voltaram com "My Little Princess"; seguido de "The Way U Are". O primeiro álbum Tri-Angle, foi enfim lançado em outubro de 2004 contendo como títulos principais "Miduhyo (Thank You)" e "Tri-Angle", um conjunto envolvendo TVXQ, a célebre cantora coreana BoA e o grupo de K-rock The TRAX; um som mesclando música clássica, pop e principalmente rock, que surpreendeu muitas pessoas. E assim como os singles lançados anteriormente ao álbum, Tri-Angle foi um grande sucesso.
Em 27 de abril de 2005, o TVXQ foi lançado oficialmente no Japão, com o single "Stay with Me Tonight". No mesmo ano, um pouco mais cedo, já haviam sido lançadas uma versão internacional de "Hug" e a versão coreana do álbum Tri-Angle, também no Japão, contudo eles não foram bem aceitos.
TVXQ persistiu lançando os singles "Somebody to Love" e "My Destiny", enquanto na Coreia lançavam seu segundo álbum coreano Rising Sun, ficando em primeiro lugar nas vendas mensais e em quarto nas vendas anuais. Para atender a demanda, o álbum foi oficialmente lançado nos países estrangeiros em 2007.
Algumas semanas antes do lançamento do álbum na Coreia, Hero JaeJoong quebrou a perna durante os ensaios, o que o impediu de dançar no videoclipe – mas mesmo assim ele participou –, nas apresentações de divulgação e também nas atividades promocionais do álbum. Para as apresentações, no intuído da coreografia de "Rising Sun" não ficar desfalcada, JaeJoong foi substituído por um dançarino mascarado.
Mais tardar, o TVXQ lançou um single em conjunto com os companheiros da SM, Super Junior, intitulado "Show Me Your Love", alcançando assim o 1º lugar no ranking das vendas anuais.
Ainda, os membros iniciaram suas carreiras de atores em banjun dramas (mini-séries que vão ao ar nos domingos, na Coreia do Sul). Micky YooChun e U-Know YunHo atuaram como convidados no Nonstop 6 (Rainbow Romance).
No final do ano, TVXQ recebeu o prêmio de "Melhor Videoclipe" pelo vídeo de "Rising Sun" e o de "Escolha Popular" no 2005 Mnet km Music Video Festival.
No dia 14 de Junho de 2005, TVXQ e BoA foram eleitos como "PR spokespeople" (porta-vozes) das cidades de Los Angeles, nos Estados Unidos.

### Heart, Mind and SouleO'-Jung.Ban.Hap.(2006)
Antes de voltar para a Coreia do Sul, com o novo álbum preste a sair no outono daquele ano, os membros do TVXQ ainda tinham que trabalhar no aprendizado de outros idiomas, para que pudessem ser melhor divulgados em outros países do Leste da Ásia.
Tiveram sua primeira turnê asiática e fizeram aparições como convidados em programas da Malásia, Tailândia, China e Japão. Os membros do TVXQ foram os primeiros coreanos a realizarem um show na Malásia com a 1st Asia Tour – Rising Sun, no Bukit Jalil (Putra Indoor Stadium). A turnê, em promoção do seu segundo álbum coreano lançado em 2005, Rising Sun, continuou em Bangkok, na Tailândia, no Impact Arena. A turnê foi também responsável pela estreia dos garotos em turnês na Coreia do Sul.
Mais tarde naquele ano, TVXQ se manteve bastante ocupado com a preparação para sua primeira turnê japonesa, em promoção do seu primeiro álbum japonês, lançado em 22 de março de 2006, intitulado Heart, Mind and Soul. Os membros se focaram em melhorar seu japonês para futuras atividades. O TVXQ se apresentou no 2006 no a-nation, um show de verão anual no Japão, realizado pela Avex Trax.
Também em 2006, TVXQ foi o primeiro grupo asiático a ganhar dois Thailand Music Awards, um por "Melhor Vídeoclipe", com "Rising Sun" e o outro por "Artista Asiático Favorito". Também venceram por votos populares o "Melhor Artista Asiático" do Virgin Hits Awards 2006, na Tailândia.
O grupo retornou à Coreia em agosto de 2006 para o preparo de seu terceiro álbum coreano, intitulado 'O'-Jung.Ban.Hap.. (”O”-正.反.合.) , lançado em 29 de setembro daquele ano. O nome do álbum pode ser traduzido como “O”-Tese.Antítese.Síntese e expressa a degradação e corrupção da sociedade e o poder do povo para mudar esta situação. Após atingir o topo da maioria dos rankings coreanos, o álbum foi relançado em 11 de novembro de 2006, para combinar com a mudança de imagem que o grupo havia feito para a promoção do seu segundo single deste álbum, "Balloons" ("Pungseon" em coreano). Este lançamento contém novas versões para "Balloons" e "Get Me Some", junto com uma nova faixa chamada "White Lies", escrita e composta por Xiah JunSu. "Balloons", em contraste com o primeiro single e suas batidas pesadas de techno, é mais calma e leve, expressando a inocência da infância. A música é um remake de um sucesso do grupo Five Fingers, reescrita com um "sentimento mais moderno" para ficar mais atrativa as gerações de hoje e ao mesmo tempo agradar as gerações anteriores que ouviam o Five Fingers.
Em seu primeiro mês após o lançamento, 'O'-Jung.Ban.Hap. ultrapassou a marca das 100.000 cópias e se tornou o álbum mais vendido da Coreia do Sul naquele ano, com mais de 385.000 cópias vendidas até dezembro de 2007.
Deixando a música um pouco de lado, o grupo atuou junto em seu drama Vacation, mais tarde lançado juntamente com o DVD da turnê do terceiro álbum. Com o sucesso do álbum e com a popularidade ainda mais elevada, foram convidados para vários programas de variedades coreanos como X-Man, Heroine 6 e Ya Shim Man Man, dentre outros. Hero JaeJoong e Micky Yoochun atuaram também em uma "skit performance" (onde se imita alguém de forma engraçada) no MBC Goldfish. O DVD All About Dong Bang Shin Ki tornou-se o mais vendido em 2006 na Coreia do Sul, com vendas superiores a 47.000 cópias, superando filmes e shows. Com o sucesso do DVD, os co-produtores da SBS e a SM Entertainment decidiram lançar o volume dois do DVD intitulado All About Dong Bang Shin Ki season 2, com uma caixa com cinco DVDs, em 2007.
Este ano de 2006 foi marcado por muitos escândalos envolvendo os membros do TVXQ, incluindo o escândalo dos pais adotivos de JaeJoong, o incidente da antifã que tentou envenenar YunHo, o TVXQ vencendo todas as maiores premiações da Coreia.
Com o ganho de todos os Daesungs (artista do ano) daquele ano pelo TVXQ, muitas críticas foram lançadas contra a legitimidade dos prêmios, acusando os netizens (usuários assiduos de internet) de serem injustos nas votações para os prêmios. No MKMF Music Festival de 2006, TVXQ ganhou quatro prêmios, incluindo o de "Melhor Grupo" e "Artista do Ano". No 16º Music Seoul Festival, TVXQ levou três prêmios incluindo o de "Artista do Ano", seguido de outro "Artista do Ano" no 21º Golden Disk Awards. Ainda, TVXQ ganhou prêmios no SBS Gayo Awards 2006, ganhando um Daesung e um Bonsang.

### Five in the Black: Sucesso no Japão (2007)

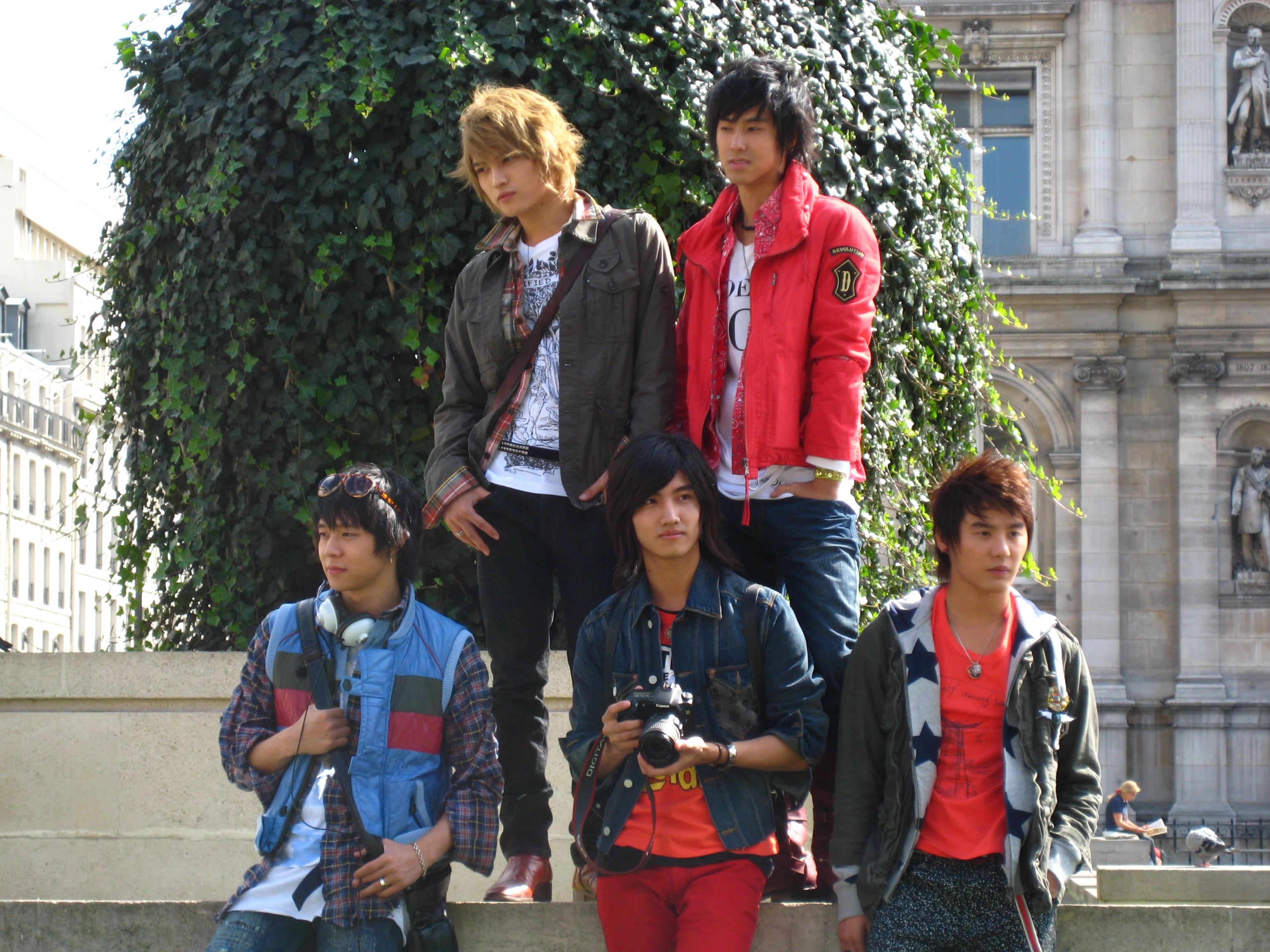
TVXQ em Paris, França (2007)Hero e U-Know (acima) Micky, Max e Xiah (abaixo)

Após ganhar todos esses prêmios, o TVXQ permaneceu no Japão por quase um ano para uma promoção intensiva e ganhar forte popularidade e mais estabilidade no mercado fonográfico japonês, lançando o álbum Five in the Black e vários singles consecutivos.
"Choosey Lover" foi lançada em 7 de março de 2007, seguida por "Lovin' You", que debutou em segundo lugar no ranking semanal da Oricon, sendo seu primeiro single a atingir tal posição no Japão. Perto de atingir o sucesso absoluto, o som bubblegum do single "Summer Dream" fez com que o mesmo se tornasse o single japonês a obter o maior êxito em 2007, debutando em 1º lugar no Oricon diário, com vendas superiores a 112.000 cópias em uma semana.
Em abril desse ano, os membros do TVXQ agora tinham um programa de rádio chamada Dong Bang Shin Ki Bigeastation na Japan FM Network, que foi ao ar em sete estações FM. O grupo representou a Coreia no MTV Video Music Awards Japan e ganhou o "Best Buzz Asia in Korea", em 26 de maio de 2007.
Seu single Lado A duplo "Shine"/"Ride On" debutou em segundo lugar no Oricon diário em outubro de 2007. O TVXQ fez uma colaboração com a cantora japonesa Kumi Koda para seu 38º single "Last Angel", sendo lançado em 7 de setembro e alcançou o terceiro lugar em seu debute; a música faz parte da trilha sonora japonesa do filme Resident Evil: A Extinção. No mesmo mês, o 14º single japonês do TVXQ foi lançado, intitulado "Forever Love", também debutando em terceiro lugar na Oricon. Em dezembro, o single "Together", para a animação Cinnamon, debutou em segundo lugar.
Na Coreia do Sul, foi lançado o primeiro single digital do TVXQ, intitulado "여행기 (Yeo Haeng Gi)", junto com "A Thousand Year Love Song", "하루달 (Harudal)", "All in Vain", "크리스마스 (One Summer Night's Christmas)"  e "Evergreen"; essas foram as únicas músicas lançadas em 2007 na Coreia do Sul. "Evergreen" foi particularmente mais especial para os fãs porque Micky Yoochun foi quem compôs a música e Max ChangMin escreveu a letra.
Também participaram de programas coreanos e eventos como 2007 DREAM Concert e o Mnet 20's Choice Awards, além de acesso pessoal (blogs) aos sites de celebridades como Iple e UFOTown. Durante uma eleição virtual pela MTV Coreia, o TVXQ foi eleito "Presidente da República da Música Coreana". Por causa dessa conquista, a MTV e a Boombox anunciaram o dia 23 de dezembro como o "Dia Dong Bang Shin Ki". Na Tailândia, o grupo foi o artista estrangeiro a ter a maior vendagem do ano.

### Sucesso comercial,TeMirotic(2008-2009)

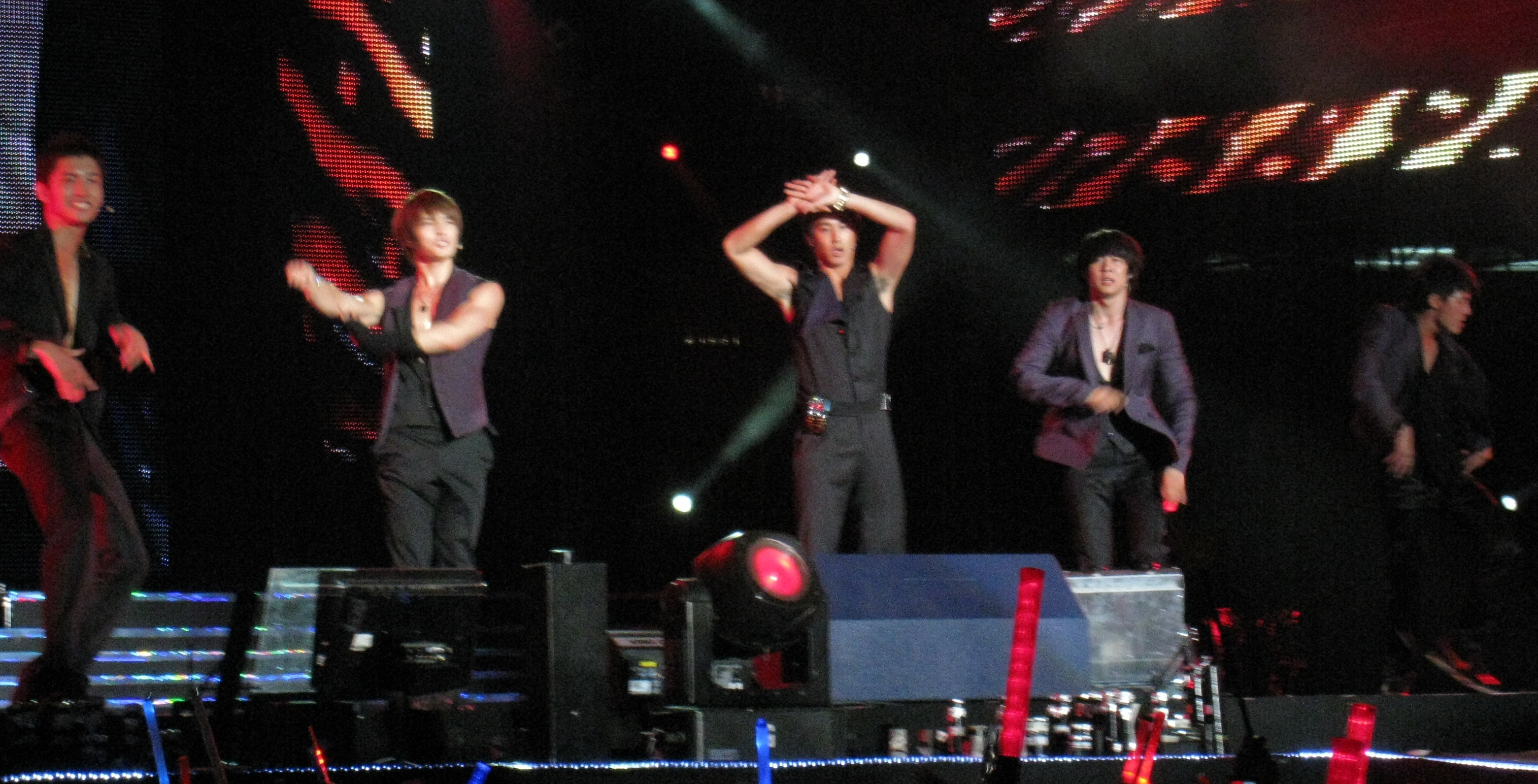
TVXQ na SM Town Live em Bangcoc

TVXQ começou o ano de 2008 com o 16º single japonês, "Purple Line", do mesmo compositor de "Rising Sun" e "“O”-Jung.Ban.Hap.", lançado em 16 de janeiro de 2008 no Japão e 23 de janeiro na Coreia (em versão coreana). "Purple Line" atingiu o topo da Oricon semanal em seu lançamento, sendo este seu primeiro número um semanal; fazendo do TVXQ o primeiro grupo não-japonês a atingir o topo da Oricon semanal. Também divulgaram o single na Coreia, apresentando a canção na versão coreana nos programas KBS Music Bank e SBS Inkigayo mais tarde em fevereiro.
Uma semana após o lançamento do single japonês, lançou-se o terceiro álbum japonês intitulado T. O álbum estreou em segundo lugar na Oricon e entrou no Top 20 de álbuns mundiais em 19º naquela semana.
A Rhythm Zone, uma sub-gravadora da Avex Trax, criou uma nova estratégia de promoção para o TVXQ, lançando cinco singles adicionais em fevereiro de 2008 em semanas consecutivas após o lançamento do álbum. Cada single continha uma música solo de um membro e uma versão diferente da canção "Trick" lançada no álbum.
Em 28 de março, os membros do TVXQ foram eleitos "Embaixadores da Ásia" pela Universal Studios Japan.
O grupo lançou seu 22º single "Beautiful You"/"Sennen Koi Uta" em 23 de abril de 2008. O single estreou em primeiro lugar no Oricon diário e também no semanal, sendo o terceiro single do TVXQ a atingir tal posição no Oricon diário e o segundo na semanal, fazendo com que o TVXQ batesse o próprio recorde de único artista/grupo estrangeiro a atingir o número um na Oricon semanal e batendo o recorde que antes era da taiwanesa Ou-Yang Fei Fei (欧陽菲菲) por 24 anos e 5 meses, de único artista estrangeiro (no geral) a atingir o primeiro lugar duas vezes.
Em adição, em 16 de julho de 2008, o TVXQ lança o single "Doushite Kimi wo Suki ni Natte Shimattandarou", tendo seu estreia mais uma vez em primeiro lugar nos rankings semanal e diário da Oricon, batendo de vez o recorde e sendo o único grupo estrangeiro a atingir o número um semanal da Oricon três vezes consecutivas.
Com o sucesso garantido, o TVXQ faz sua volta à Coreia depois de um ano e sete meses fora do país natal. O quarto álbum, intitulado Mirotic anunciado no final de agosto para o dia 24 de setembro de 2008, tem a data atrasada por dois dias antes do lançamento, devido a grande demanda de pedidos na pré-venda, sendo assim o lançamento no dia 26 de setembro. O novo conceito do álbum e do grupo é maturidade, acompanhado de apelo sexual. As fotos divulgadas para promoção antes da volta do grupo causou furor na imprensa e nos fãs, já que nelas os garotos apareciam como homens - não mais como garotos -, mostrando mais pele do que nunca. Em apenas dois dias após o lançamento, o TVXQ vendeu 300.000 cópias somente na pré-venda, passando assim a ser o álbum mais vendido do ano e batendo o recorde de "álbum mais vendido na primeira semana", que antes pertencia à Seo Tai Ji desde 2004.
Seu 25º single "Bolero"/"Kiss the Baby Sky"/"Wasurenaide", lançado em janeiro de 2009, tornou-se um outro número um para o grupo. Em março, o TVXQ lançou seu 26º single "Survivor" que estreou em terceiro lugar nas paradas posteriormente terminando em primeiro lugar. "Survivor" foi seguido por seu quarto álbum japonês, The Secret Code, que estreou em segundo lugar nas paradas. Para suportar o álbum que embarcou em sua quarta turnê, Tohoshinki 4th Live Tour 2009: The Secret Code, que terminou no Tokyo Dome, tornando-se o primeiro grupo coreano a fazer show lá.
Em 22 de abril de 2009, eles lançaram seu 27º single, "Share the World/We Are!". A canção estreou no topo das paradas, estendendo seu recorde na Oricon. A música foi usada como tema da 11º abertura do anime de grande sucesso One Piece. O DVD ao vivo do grupo, intitulado Tour Live 2009 4 - The Secret Code - Final in Tokyo Dome foi lançado em 30 de setembro. De acordo com o DVD Ranking 10/12 da Oricon, vendeu mais de 171.000 cópias, o melhor de si para as vendas nesta categoria na primeira semana de seu lançamento. Em um mês, The Secret Code já vendeu mais de 300.000 cópias. Além disso, esta é a primeira vez em 20 anos que um artista não-japonês da Ásia obteve o primeiro lugar no ranking DVD, exceda a artistas estrangeiros anteriores que alcançaram esse ranking incluí The Beatles Anthology (Special Price Edition Edition) dos Beatles que foi lançado em Março de 2003 e Led Zeppelin DVD de Led Zeppelin, que foi lançado em Junho de 2003 e têm mantido essa posição por artista estrangeiro ficando em primeiro por 6 anos e 3 meses depois. Além disso, com base nos números de venda do seu DVD, eles quebraram o recorde pessoal de pré-venda 107.000 cópias. Seus registros anteriores incluem sua turnê 3rd Live Tour 2008 - T, que foi lançado em agosto de 2008 e foi registrado como tendo vendido 112 mil cópias, e All About Dong Bang Shin Ki Season 3, que vendeu 66 mil cópias até agora. Desta vez, o seu DVD vendeu mais de duas vezes a quantidade que, com um total de vendas de 353 mil cópias e quebrou o recorde de maiores vendas iniciais para artistas estrangeiros.

### Quebrando recordes, hiato e ação judicial (2010)
TVXQ começou o ano lançando o 29º single, "Break Out!" em 27 de janeiro de 2010, que criou um novo recorde para o grupo. "Break Out!" chegou ao topo da Oricon, vendendo 256.000 cópias em sua primeira semana e quebrando o recorde de Elton John para a mais alta das vendas na primeira semana de um artista estrangeiro, que durou 14 anos e 8 meses.

Em fevereiro, o grupo foi escolhido para cantar a música de abertura "With All My Heart - 君 が 踊る, 夏 -" para o filme japonês 君 が 踊る, 夏 (Kimi ga Odoru, Natsu), que estreou em setembro de 2010. Em 24 de março de 2010, TVXQ lançou um novo single chamado "Toki o Tomete". O álbum japonês, Best Selection 2010 ultrapassou a marca de 500 mil, alcançando platina dupla em fevereiro. Em março, Best Selection 2010 transcendeu a marca de 700 mil, tornando-se seu melhor venda no Japão. TVXQ também se tornou a primeira boy band estrangeira e também os primeiros artistas estrangeiros do sexo masculino por vender mais de 700.000 álbuns.
Em 3 de abril de 2010, Avex anunciou o hiato das atividades japonesas do TVXQ e que iria se concentrar em ajudar cada membro com suas atividades solo.
Avex anunciou no final do mês que que os três membros do TVXQ que se separaram de SM Entertainment (Jaejoong, Yoochun e Junsu) apareceria como um novo grupo no Thanksgiving Live in Dome concert no Japão. O grupo de três membros foi promovido no Japão como JYJ. Em setembro de 2010, Avex Entertainment anunciou a suspensão de todas as atividades japonesas de JYJ. Avex afirma que este decorreu de problemas com a agência de gestão coreana do JYJ, C-JES Entertainment, enquanto JYJ afirma que foi um ato punitivo por parte da Avex quando se recusou a aceitar os novos termos na renegociação do contrato. JYJ já declararam sua intenção de mover uma ação judicial contra a Avex para invalidar seu contrato com a empresa. A ação principal do JYJ com SM Entertainment, também para invalidar ou validar seu contrato exclusivo, ainda está em curso.
Enquanto isso, como JYJ, Jaejoong, Yoochun, Junsu lançaram um álbum, The Beginning. o álbum tem montado até 520.000 pré-encomenda em uma semana, e mais fãs que não tiveram chances para pré-encomenda foram comprando os álbuns próprios. No final de 2010, JYJ acumulou mais de 800.000 unidades com o The Beginning.

### O retorno como duo,Wae (Keep Your Head Down)eTone(2011)
Em 23 de novembro de 2010, a SM Entertainment anunciou que TVXQ estaria retornando como um duo constituído por U-Know Yunho e Max Changmin no início de 2011. Em 24 de novembro de 2010, Avex Entertainment, bem como a SM Entertainment Japan, lançaram uma declaração sobre a renovação dos contratos de artistas da SM Entertainment com a Avex, incluindo TVXQ que iria continuar como um duo na Avex Trax. O álbum do TVXQ, Wae (Keep Your Head Down), foi lançado na Coreia do Sul em 5 de janeiro de 2011 e classificado em primeiro lugar na parada da Gaon (parada coreana) duas semanas depois do lançamento. A Gaon classificou álbum do TVXQ, Wae (Keep Your Head Down) como o álbum mais vendido do ano até à data, com um total de 230.922 cópias vendidas de janeiro a junho de 2011. A versão repackaged (um álbum que vem com mais faixas inéditas) foi classificado em 9º na mesma parada.
Seu single japonês, "Why? (Keep Your Head Down)", lançado pela Avex Trax no Japão em 26 de janeiro de 2011, vendeu 231 mil cópias na primeira semana de lançamento e chegou ao número um na parada diária, semanal e mensal de singles da Oricon. De acordo com a Gaon, a edição normal do álbum coreano Wae (Keep Your Head Down) vendeu 230.922 cópias entre 1 de janeiro e 30 de junho, tornando-o mais a venda mais alta de um álbum coreano no primeiro semestre de 2011. Além disso, o álbum versão repackaged vendeu 55.243 cópias, fazendo o número total de vendas de 286.185. Em 20 de julho, a dupla lançou o single japonês "Superstar", que vendeu mais de 172 mil cópias e foi certificado ouro no fim do mês.
TVXQ também se apresentou no a-nation (um festival japonês) de 2011 após o hiato. O a-nation fez o seu caminho através de cinco cidades, Ehime, Nagoya, Osaka e Tóquio. Inesperadamente, durante o concerto ao vivo em Tóquio, TVXQ tornou-se o primeiro artista estrangeiro, e também os artistas do sexo masculino a se tornarem o "Big Bird" para o a-nation. Normalmente, Ayumi Hamasaki assumiu a última etapa para os últimos 8 anos. No entanto, desta vez, TVXQ conseguiu levar a última etapa pela primeira vez na história do a-nation. Esta é uma grande conquista devido à TVXQ sendo um novato no a-nation, e também os artistas estrangeiros em um país.
Desde o dia 2 até 4 de setembro de 2011, U-Know Yunho e Max Changmin participaram da SMTOWN Live In Tokyo, junto com os colegas de gravadora, na Tokyo Dome, performando as canções "Rising Sun", "Mirotic", "Superstar", "Why? (Keep Your Head Down)" e "B.U.T (BE-AU-TY)".
Em preparação para o lançamento de seu primeiro álbum japonês em 2 anos e meio, o vídeo da música para "B.U.T (BE-AU-TY)" foi lançado através de vários sites em 19 de setembro. O álbum novo japonês, Tone, foi lançado em 28 de setembro. Vendendo 105,484 cópias no dia de seu lançamento e mais de 205.000 cópias por fim de semana, o álbum número um na Oricon diária, semanal e na parada mensal de outubro da Oricon, vendendo mais de 285 000 exemplares. Ele é o primeiro álbum do TVXQ a garantir a primeira posição da Oricon semanal e mensal. Tone ganhou certificação RIAJ de Platina no prazo de duas semanas de seu lançamento japonês, e quebrou um recorde de 11 anos muito tempo fazendo TVXQ o artista masculino primeiro estrangeiro a vender mais de 200.000 cópias de um álbum em sua primeira semana de lançamento no Japão (anteriormente detida por Bon Jovi em 2000). De acordo com cálculos do RIAJ de vendas de álbuns a partir de 1 de janeiro a 30 de setembro, TVXQ ultrapassou a marca de 250 mil, e alcançou a certificação de platina em apenas três dias de lançamento.
Em setembro, TVXQ ganhou interesse para assinar um "contrato de amizade" com o francês de moda da marca Lacoste, pela primeira vez essa parceria Lacoste fez com a Coreia. TVXQ promoveu a Lacoste no final de 2011.
TVXQ juntou muitos dos principais cantores da Coreia para se apresentar no Dream Concert 2011 Hallyu em Gyeongju Citizens 'Stadium em 3 de outubro, onde executou canções "Maximum" e "Wae (Keep Your Head Down)" de seu novo álbum. E foi o evento de encerramento do Festival de três dias em Gyeonju, Hallyu Dream Festival, organizado pela cidade de Gyeongju; o Ministério da Cultura e Turismo, e da Coreia Organização do Turismo para promover a "visita do ano na Coreia". A cobertura ao vivo do concerto foi em exibido em 6 de outubro pela Mnet (canal de TV).
Em 9 de outubro TVXQ participou do "New York-Korea Festival", um programa especialmente planejado pela KBS global para comemorar o 20º aniversário da entrada da Coreia nas Nações Unidas. Foi realizada em Nova Jersey e as apresentações ao vivo foram gravados e transmitidos em 22 de outubro na TV KBS2.
Como parte do SMTOWN Live In New York, TVXQ fez show no Concerto SMTown em Nova York, no lendário Madison Square Garden em 23 de outubro ao lado de companheiros de gravadora incluindo Girls' Generation, Super Junior, SHINee, BoA e Kangta. Eles fizeram uma mistura de canções do passado e do presente de seu álbum mais recente da Coreia, abrindo seu ato com um medley de "The Way You Are"/"Mirotic", "Maximum", "Before U Go", "Wae (Keep Your Head Down)" e terminando com "Rising Sun".
O single japonês "Winter Rose" foi lançado em 30 de novembro, descrito como uma canção perolada de balada para a temporada de inverno. Ela foi selecionada como a música comercial para Seven & I Holdings de Winter Gift – Tohoshinki (Snow Episode), com TVXQ como atores, que estreou em 8 de novembro. Foi o quarto comercial de Sete & i Holdings com o TVXQ em 2011.
No site oficial da NHK Kouhaku Uta Gassen, o TVXQ foi confirmado como um dos artistas para o 62º NHK Kouhaku Uta Gassen, a premiação de maior prestígio no Japão. TVXQ ao lado de outros grupos coreanos como Kara e Girls' Generation participaram da premiação no dia 31 de dezembro de 2011, véspera de Ano Novo. Esta foi terceira vez participando do TVXQ no Kouhaku e primeira vez como um duo.
Em 2011, somando suas vendas de álbuns e singles coreanos e japoneses vendas de álbuns TVXQ vendeu mais de 1.300.000 cópias.

### Inovador sucesso no Japão,Catch Me,Timee turnê (2012-2013)
Em 4 de janeiro de 2012, a classificação para a 62ª NHK Kohaku Uta Gassen foi oficialmente anunciado e o desempenho do TVXQ recebeu uma classificação de 42,6%, seu mais elevado em comparação com aparições anteriores, comprovando sua popularidade continuada.
O TVXQ lançou sua primeira turnê japonês solo em quase três anos em Janeiro de 2012. A turnê era para ser realizada em 9 cidades de todo o Japão, que dura 2 meses, a partir de 18 janeiro - 18 março 2012. Os ingressos para a turnê eram tão ridiculamente populares que eles se esgotaram em pouco menos de um minuto. Depois de mais shows foram adicionados devido à alta demanda pelos ingressos, a turnê foi deve atrair um público de até 550.000 pessoas. A quinta turnê do TVXQ - TONE, no Japão, marcou mais um marco na história do grupo, como os terceiros artistas estrangeiros (depois de Michael Jackson e dos Backstreet Boys) para se apresentar no Asia's Dream Stage, Tokyo Dome, por três dias consecutivos, atraindo multidões de mais de 165.000. A audiência de 550.000 da turnê do TVXQ também foi a maior mobilização para qualquer artista coreano, tanto internamente como para atividades de concertos estrangeiros.
O single japonês do TVXQ, "Still" também pegou o primeiro lugar no gráfico semanal da Oricon, registrando um total de 138,664 unidades vendidas. A faixa é o 26º single do TVXQ que entrou no ranking Top 10 desde "Sky" em 2006, quebrando o recorde anterior de BoA de 25 singles.
O duo participou do encerramento do 18th Annual Dream Concert, realizada em 12 de maio, intitulada "I Love Korea", no Seoul World Cup Stadium. Este evento de caridade, com a participação de 20 outros importantes atos coreanos, é um assunto voltado para levantar fundos para ajudar os jovens carentes coreanos.
O TVXQ, juntamente com outros artistas da SM, participou ao vivo do SMTOWN World Tour III, em Los Angeles. O evento foi realizado em 20 de maio no Honda Center em Anaheim, Califórnia. Um dia depois, o duo participou da 2012 MBC Korean Music Wave no Google. Este concerto gratuito foi realizado no Anfiteatro Shoreline em Mountain View, Califórnia, e foi transmitido em todo o mundo via YouTube.
O 34º single, "Android" foi lançado em 11 de julho. O áudio inteiro da canção foi tocado primeiro na rádio BayFM no Japão na noite de 16 de junho. "Android" foi recebido com uma recepção enorme e seguir de fãs do TVXQ, enviando-o no topo da Oricon diário com 98.550 cópias vendidas no primeiro dia. Após o lançamento do single, lançaram o DVD da quinta turnê ao vivo, Tohoshinki Live Tour 2012 ~ TONE em 25 de julho. "Android" tornou-se o 11º single do TVXQ a ficar no topo da Oricon Weekly, assim, quebrando o recorde anterior do próprio grupo de 10 singles no topo das paradas. TVXQ também foi reconhecido pelo gráfico japonês Oricon como o maior artista de venda internacional, registrando um total de 3.104.000 de vendas individuais a data. Isso quebrou o recorde de 10 anos e 10 meses de duração realizado por The Carpenters.
Em 23 de abril, a SM Entertainment anunciou que o TVXQ estará fazendo um retorno coreano na segunda metade do ano. TVXQ declarou em uma entrevista "Estamos nos preparando para uma volta no segundo semestre do ano". Eles continuaram: "Estamos concentrados em trabalhar no Japão para o primeiro semestre do ano, mas acreditamos que nossos fãs coreanos também estão à espera por nós. Estamos planejando voltar para a Coreia em breve com uma nova imagem. Nós não definimos uma data exata ainda, mas vamos retorno durante um bom período de tempo e alcançar bons resultados. Pretendemos também realizar shows, se possível".
Em 18 de setembro, a dupla revelou que iria lançar seu sexto álbum coreano, intitulado Catch Me, on-line em 24 de setembro e fisicamente em 26 de setembro. Junto com o anúncio, eles lançaram uma imagem com o Yunho. No dia seguinte, a SM divulgou a imagem de Changmin, bem como a descrição na faixa título.
Em 20 de setembro, lançaram a imagem do grupo e anunciou que eles iriam embarcar em sua primeira turnê mundial, intitulada TVXQ! Live World Tour: Catch Me, a partir de 17 de novembro, em Seul, seu primeiro show individual na Coreia, em quase quatro anos. Em 25 de setembro, foi anunciado que o TVXQ irá substituir as Girls' Generation como representantes da Coreia do Sul no primeiro ABU TV Song Festival 2012, que terá lugar no KBS Hall em 14 de outubro de 2012.
Em 16 de janeiro, TVXQ anunciou em seu site oficial japonês que eles estariam lançando seu sexto álbum japonês intitulado Time em 6 de março de 2013. TVXQ também superou a Oricon Weekly pela 12ª vez com seu novo single, "Catch Me -If you wanna-", vendendo mais de 137.000 cópias. O duo tornou-se o primeiro artista estrangeiro a atingir o topo do Oricon Weekly Singles Chart 12 vezes.
Em dezembro de 2013, dois concertos do décimo aniversário foram realizadas no Korea International Exhibition Center em Ilsanseo-gu, Coreia do Sul para marcar o 10º aniversário do duo na indústria da música. Os concertos esgotados, chamado Time Slip, foi realizado no dia 26 de dezembro e 27 de 2013.

### Turnês do décimo aniversário e serviço militar (2014-presente)
Promovido como álbum do décimo aniversário do TVXQ, o seu sétimo álbum de estúdio coreano Tense foi anunciado em dezembro de 2013. Composto por doze faixas, o álbum foi lançado em 6 de janeiro de 2014, e a faixa de swing jazz "Something" foi anunciado para ser single do álbum.
Tree, sétimo álbum de estúdio japonês, foi lançado em 5 de março de 2014. Ele estreou no número um na Oricon Albums Chart, passando de 225.000 cópias em sua primeira semana de lançamento.
Em 30 de agosto, TVXQ anunciou no concerto da Avex, o A-Nation, que vai realizar sua segunda turnê de cinco Domes no início de 2015, que será promovido como sua turnê do décimo aniversário no Japão. A turnê do 8º álbum de estúdio japonês, With, foi anunciado em 23 de outubro. Ao mesmo tempo, TVXQ realizará sua Tistory: Special Live Tour, uma turnê mundial para comemorar o seu décimo ano na indústria do K-pop.
With estreou no número um na Oricon, vendendo 233 mil cópias. Em 26 de dezembro, no décimo primeiro aniversário de estreia da dupla, figuras de cera do TVXQ no Madame Tussauds foram revelados em Xangai, na China.
TVXQ foram o quinto artista por receita total de vendas no Japão, em 2014, com 3.691 bilhões de ienes.
A dupla entrou no seu segundo hiato quando Yunho começou o serviço militar obrigatório para a Forças Armadas da Coreia do Sul em 21 de julho de 2015. TVXQ lançou seu oitavo álbum coreano: Rise as God, um dia antes do alistamento de Yunho. Changmin entrou para a Polícia Militar em 19 de novembro de 2015. O duo é esperado para retornar no final de 2017, quando ambos os membros são dispensados dos seus serviços.
Até o final de 2015, With foi o lançamento estrangeiro mais vendido no Japão, ficando em 15º lugar no final da parada de álbuns do ano, enquanto o seu lançamento do vídeo da turnê também foi a maior venda de lançamento de concerto estrangeira em duas paradas de final do ano, na de Blu-ray e de DVD.

## Controvérsias

### A letra de Mirotic
Em novembro de 2008, a Comissão Coreana de Proteção da Juventude decidiu que a canção Mirotic é prejudicial para os jovens e declarou que as letras eram provocantes e excessivamente sexuais. Como resultado, o álbum foi rotulado com adesivos indicando que ele era inadequado para menores de 19 anos e qualquer performances da canção teria que ser transmitido após 10 horas. Em resposta à decisão, SM Entertainment concordou em fazer uma versão limpa (censurada), mas também havia pedido uma liminar para anular a decisão da comissão. TVXQ realizou a versão limpa da canção no 23º Prêmio Anual do Disco de Ouro (Annual Golden Disk Awards). A letra foi alterado de "I Got You" (Apanhei-te) para "I Choose You" (Eu escolhi você) e "I got you under my skin" (Eu tenho você embaixo da minha pele) para "I got you under my sky" (Eu tenho você embaixo do meu céu).
Em 9 de abril de 2009, a Comissão de Proteção de Jovens anunciou que iria apelar da decisão para um tribunal superior depois de ter uma reunião de emergência e considerando que a frase: "I got you under my skin", era impróprio para menores.

### Ação judicial contra a SM Entertaiment
Em 31 de julho de 2009, três integrantes do grupo Hero, Micky, e Xiah apresentaram um pedido ao Tribunal do Distrito Central de Seul para determinar a validade de seu contrato com a SM Entertainment. Através de seus advogados, os membros afirmaram que o contrato de 13 anos foi excessivamente longo, os horários foram realizados sem a confirmação ou a permissão dos membros, os termos do contrato foram estendidos e alterados sem seu conhecimento ou consentimento e que os ganhos do grupo não foram distribuídos de forma justa para os membros. Pena de rescisão antecipada de seu contrato vai custar duas vezes o lucro que o grupo está estimado para ganhar de SM Entertainment no resto do período do contrato. A notícia foi suficiente para causar a queda do preço de ações da SM Entertainment de 10% sobre o KOSPI.
O Tribunal do Distrito Central de Seul concedeu aos os três membros uma liminar do contrato temporário em outubro de 2009. Alegaram que o contrato era injusto e os membros ficaram de fora da distribuição de lucros adequada. Em resposta, a SM Entertainment convocou uma entrevista coletiva e afirmou que a ação não se tratava de contratos injustos ou direitos humanos, mas motivado pela ganância dos três membros para prosseguirem os seus negócios de cosméticos desinibida pela suas restrições de contrato de exclusividade com SM ligado com eles. Os três responderam que esperavam SM Entertainment iria respeitar a decisão do tribunal.
Em resposta ao processo, 120 mil fãs do TVXQ apresentaram uma petição contra o contrato a longo prazo da SM Entertainment para o Tribunal do Distrito Central. O fã clube coreano do TVXQ, Cassiopeia, também entrou com pedido de compensação da SM Entertainment com o SM Town Live Concert (o concerto ao vivo da SM), tanto como SM e TVXQ inicialmente afirmaram que o concerto iria prosseguir como planejado. O concerto foi cancelado uma semana antes da data programada.
Em 17 de fevereiro de 2011, o Tribunal do Distrito Central de Seul indeferiu liminar da SM Entertainment contra o JYJ, apresentada em abril de 2010 para compensação de danos. Em setembro de 2012, a decisão final sobre o caso foi adiada indefinidamente, por Tribunal do Distrito Central de Seul de mediação sob o Departamento de Justiça.
O processo chegou ao fim em 28 de novembro de 2012, com ambas as partes mutuamente concordando com retirar seus processos, afirmando que os contratos dos três membros chegou ao fim em 31 de julho de 2009, e que ambas as partes não mutuamente interferem uns com os outros de atividades. Uma autoridade do SM é citado dizendo, "Nós fizemos um julgamento que não temos de gerir os três membros do JYJ por mais tempo como eles expressaram sua intenção de não manter sua atividade como TVXQ" e ainda acrescentou que eles decidiram acabar com o litígio "para evitar trazer danos adicionais ao Yunho U-Know e Max Changmin, que são ativos como TVXQ, e para evitar que os problemas mais desnecessários".

## Integrantes
| TVXQ           | TVXQ           | TVXQ               | TVXQ               | TVXQ                              | TVXQ                | TVXQ                                                            | TVXQ |
| Nome artístico | Nome artístico | Nome de Nascimento | Nome de Nascimento | Data de Nascimento                | Local de Nascimento | Posição no Grupo                                                |      |
| Romanizado     | Hangul         | Romanizado         | Hangul/Hanja       | Data de Nascimento                | Local de Nascimento | Posição no Grupo                                                |      |
| -------------- | -------------- | ------------------ | ------------------ | --------------------------------- | ------------------- | --------------------------------------------------------------- | ---- |
| U-Know Yunho   | 유노윤호       | Jung Yun Ho        | 정윤호 / 鄭允浩    | 6 de fevereiro de 1986 (39 anos)  | Gwangju             | Líder, Rapper Principal, Dançarino Principal e Vocalista Líder. |      |
| Max Changmin   | 최강창민       | Shim Chang Min     | 심창민 / 沈昌珉    | 18 de fevereiro de 1988 (37 anos) | Seul                | Vocalista Principal, Dançarino Líder, Face, Visual e Maknae     |      |
| TVXQ           |                |                    |                    |                                   |                     |                                                                 |      |
| Nome artístico | Nome artístico | Nome de Nascimento | Nome de Nascimento | Data de Nascimento                | Local de Nascimento | Posição no Grupo                                                |      |
| Romanizado     | Hangul         | Romanizado         | Hangul/Hanja       | Data de Nascimento                | Local de Nascimento | Posição no Grupo                                                |      |
| Hero Jaejoong  | 영웅재중       | Kim Jae Joong      | 김재중 / 金在中    | 26 de janeiro de 1986 (39 anos)   | Seul                | Vocalista Líder, Face e Visual.                                 |      |
| Micky Yoochun  | 믹키유천       | Park Yoo-chun      | 박유천 / 朴裕仟    | 4 de junho de 1986 (38 anos)      | Seul                | Rapper Líder e Vocalista GUIA.                                  |      |
| Xiah Junsu     | 시아준수       | Kim Jun Su         | 김준수 / 金俊秀    | 15 de dezembro de 1986 (38 anos)  | Gyeonggi-do         | Dançarino Líder e Vocalista Líder.                              |      |

Linha do tempo
| Integrantes | Integrantes                  | 2003 | 2004 | 2005 | 2006 | 2007 | 2008 | 2009 | 2010 | 2011 | 2012 | 2013 | 2014 | 2015 | 2016 | 2017 | 2018 |
| ----------- | ---------------------------- | ---- | ---- | ---- | ---- | ---- | ---- | ---- | ---- | ---- | ---- | ---- | ---- | ---- | ---- | ---- | ---- |
|             | U-Know YunHo (2003–presente) |      |      |      |      |      |      |      |      |      |      |      |      |      |      |      |      |
|             | Max ChangMin (2003–presente) |      |      |      |      |      |      |      |      |      |      |      |      |      |      |      |      |
|             | Hero JaeJoong (2003-2010)    |      |      |      |      |      |      |      |      |      |      |      |      |      |      |      |      |
|             | Micky Yoochun (2003-2010)    |      |      |      |      |      |      |      |      |      |      |      |      |      |      |      |      |
|             | Xiah JunSu (2003-2010)       |      |      |      |      |      |      |      |      |      |      |      |      |      |      |      |      |

## Discografia

### Álbuns
- 2004: Tri-angle
- 2005: Rising Sun
- 2006: "O"-Jung.Ban.Hap
- 2008: Mirotic
- 2011: Wae (Keep Your Head Down)
- 2012: Catch Me / Humanoids
- 2014: Tense / Spellbound
- 2015: Rise as God (álbum especial)
- 2018: New Chapter #1: The Chance of Love

- 2006: Heart, Mind and Soul
- 2007: Five in the Black
- 2008: T
- 2009: The Secret Code
- 2011: Tone
- 2013: Time
- 2014: Tree
- 2014: With
- 2018: Tomorrow

- 2004: The Christmas Gift from 東方神起! (mini álbum coreano)
- 2010: Best Selection 2010 (coletânea japonesa)
- 2010: Complete Single A-Side Collection (coletânea japonesa)
- 2010: Single B-Side Collection (coletânea japonesa)
- 2017: Fine Collection: Begin Again (coletânea japonesa)
- 2018: New Chapter #2: The Truth Of Love

### Singles
- 2004: "Hug"
- 2004: "My Little Princess"
- 2004: "The Way U Are"
- 2004: "Whatever They Say"
- 2004: "믿어요" (Believe)
- 2004: "Tri-Angle" (com BoA e The TRAX)
- 2004: "마법의 성 (Magic Castle)"
- 2005: "Hi Ya Ya 여름날" (Hi Ya Ya Summer Day)
- 2005: "Rising Sun"
- 2005: "Tonight"
- 2005: "Show Me Your Love" (com Super Junior)
- 2006: "동방의 투혼" (Fighting Spirit of the East)
- 2006: "O"-正.反.合 ('O'-Jung.Ban.Hap.)
- 2006: "풍선 (Balloons)"
- 2008: "주문 (Mirotic)"
- 2008: "Wrong Number"
- 2011: "왜 (Keep Your Head Down)"
- 2011: "이것만은 알고 가 (Before U Go)"
- 2012: "Catch Me"
- 2012: "Humanoids"
- 2014: "Something"
- 2014: "수리수리 (Spellbound)"
- 2015: "Rise as One"
- 2015: "샴페인 (Champagne)"
- 2017: "DROP"
- 2017: "여정 (In a Different Life)"
- 2018: "The Chance of Love"
- 2018: "Love Line"

- 2005: "Stay With Me Tonight"
- 2005: "Somebody To Love"
- 2005: "My Destiny"
- 2006: "明日は来るから" (Asu wa Kuru Kara)
- 2006: "Rising Sun/Heart, Mind and Soul"
- 2006: "Begin"
- 2006: "Sky"
- 2006: "Miss You/"O"-正.反.合." (“O”‐Sei・Han・Gō)
- 2007: "Step By Step"
- 2007: "Choosey Lover"
- 2007: "Lovin' You"
- 2007 "Summer Dream"
- 2007: "Shine/Ride On"
- 2007: "Forever Love"
- 2007: "Together"
- 2008: "Purple Line"
- 2008: "Two Hearts/Wild Soul"
- 2008: "Runaway/My Girlfriend"
- 2008: "If...!?/Rainy Night"
- 2008: "Close To You/Crazy Life"
- 2008: "Keyword/Maze"
- 2008: "Beautiful You/千年恋歌" (Sennen Koi Uta)
- 2008: "どうして君を好きになってしまったんだろう？" (Doushite Kimi o Suki ni Natte Shimattandarou?)
- 2008: "呪文 -MIROTIC-" (Jumon: Mirotic)
- 2009: "Bolero/Kiss the Baby Sky/忘れないで" (Wasurenaide)
- 2009: "Survivor"
- 2009: "Share the World"
- 2009: "Stand by U"
- 2010: "Break Out!"
- 2010: "時ヲ止メテ" (Toki wo Tomete)
- 2011: "Why? (Keep Your Head Down)"
- 2011: "Superstar"
- 2011: "Winter Rose/Duet"
- 2012: "Still"
- 2012: "Android"
- 2013: "Catch Me -If you wanna-"
- 2013: "Ocean"
- 2013: "Scream"
- 2013: "Very Merry Xmas"
- 2014: "Hide & Seek/Something"
- 2014: "Sweat/Answer"
- 2014: "Time Works Wonders"
- 2015: "サクラミチ" (Sakuramichi)
- 2017: "Reboot"
- 2018: "Road"
- 2018: "Jealous"
- 2019: "Hot Hot Hot/Mirrors"
- 2020: "まなざし(Manazashi)"

## Turnês
| Turnês internacionais - 2006: Rising Sun: 1st Asia Tour - 2007–08: "O": 2nd Asia Tour - 2009: Mirotic: 3rd Asia Tour - 2012–13: Catch Me: Live World Tour - 2014–15: Tistory: Special Live Tour - 2018: Circle Turnês japonesas - 2006: Heart, Mind and Soul: Live Tour - 2007: Five in the Black: Live Tour - 2008: T: Live Tour - 2009: The Secret Code: Live Tour - 2012: Tone: Live Tour - 2013: Time: Live Tour - 2014: Tree: Live Tour - 2015: With: Live Tour - 2017: Begin Again: Live Tour - 2018: Tomorrow: Live Tour | Turnês afiliadas - 2008–09: SM Town Live '08 - 2010: SM Town Live '10 World Tour - 2012–13: SM Town Live World Tour III - 2016: SM Town Live World Tour V Shows de residência - 2013: SM Town Week: Time Slip |